# Malešovice
Malešovice är en ort i Tjeckien.   Den ligger i regionen Södra Mähren, i den sydöstra delen av landet, 190 km sydost om huvudstaden Prag. Malešovice ligger 187 meter över havet och antalet invånare är 390.
Terrängen runt Malešovice är platt åt sydost, men åt nordväst är den kuperad.Runt Malešovice är det ganska tätbefolkat, med 78 invånare per kvadratkilometer. Närmaste större samhälle är Pohořelice, 5,0 km söder om Malešovice. Trakten runt Malešovice består till största delen av jordbruksmark.